# Preston Bissett
Preston Bissett est une paroisse civile et un village du Buckinghamshire, en Angleterre.